# 书铭

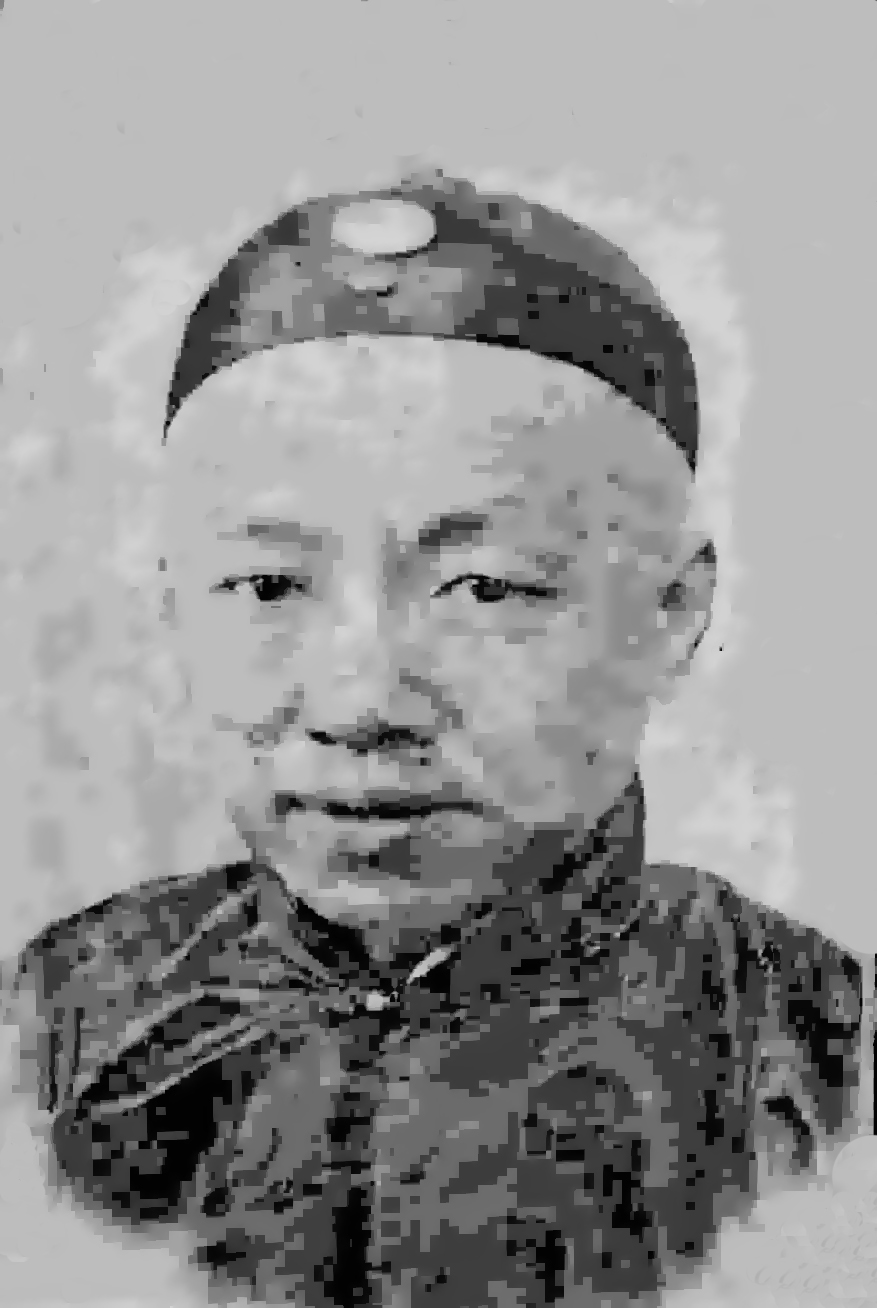
《修身学讲义·慎言语》中的书铭照片

书铭（?—?）字味三，满族，奉天开原人，清朝末年政治人物。

## 生平
书铭是清朝附生。后留学日本法政大学。归国后，授选用巡检。此后，曾任奉天谘议局议员、资政院议员。
光绪二十一年三月（1895年），清廷派李鸿章赴日本马关签订了《马关条约》。光绪二十一年四月初六日（1895年4月30日），都察院左都御史裕德代奏奉天举人春生等呈文。奉天满族举人春生、宝纶、廉杰、铭新、文郁、贵春、玉璞、文光、书铭等20多人在这份呈文中，声称奉天土地“即尺寸不可与人”，并提议利用民间团防， “则倭寇指日可灭矣”。
1906年春，盛京将军赵尔巽令奉天学务处创办女子师范学堂，学务处让王某（女，姓名未详）负责筹备。王某是奉天银元铸造局局长的夫人，因局长为赵尔巽的亲信，故王某甚得赵尔巽信任。王某因自己学识不足，乃聘书铭帮同筹备。学堂成立之后，王某任监督，书铭任总理。学堂设在奉天省城。

## 著作
- 陪都书铭味三辑，闺门学史，清末石印本（4册）
- 陪都书铭味三纂辑，修身学讲义·慎言语，清末石印本